# Klassisk fysik
Klassisk fysik er et samlebegreb for fysik, der ikke er kvantefysik. En central forskel på klassisk og kvantefysik er, at klassisk fysik altid grundlæggende er deterministisk, hvilket vil sige, at et isoleret systems opførsel i fremtiden kan forudsiges præcist, hvis systemets nuværende tilstand også kendes præcist. Kvantefysik er derimod stokastisk, hvor systemer kan udvikle sig på forskellige måder, selvom de har samme startbetingelser.
Klassisk fysik inkluderer selvfølgelig klassisk mekanik, men også klassisk elektromagnetisme og klassisk termodynamik. Ofte inkluderes yderligere den specielle og den generelle relativitetsteori, der står i modsætning til klassisk mekanik, men heller ikke er kvantefysik.
| Fysik | Spire Denne artikel om fysik er en spire som bør udbygges. Du er velkommen til at hjælpe Wikipedia ved at udvide den. |